# Дон Жуан, або Кам'яний гість
«Дон Жуан» (фр. «Dom Juan ou le Festin de pierre»; повна назва — «Дон Жуан, або Кам'яний гість») — комедія на п'ять дій французького письменника Мольєра, написана в 1665 році, заснована на іспанській легенді про Дон Жуана Теноріо. Аристократ Дом Жуан — розпусник, який спокушає, одружується та покидає Ельвіру, яку відкидають як чергове романтичне завоювання. Пізніше він запрошує на вечерю кам'яну статую чоловіка, якого нещодавно вбив; статуя приймає запрошення Дом Жуана. Протягом їхнього другого вечора кам'яна статуя вбитого зачаровує, обманює та веде Дом Жуана до пекла.
Комедія Мольєра походить від іспанської п'єси «Севільський обманщик та кам'яний гість» (1630) Тірсо де Моліна, але кожен драматург пропонує різну інтерпретацію розпусного головного героя. Дом Жуан Мольєра — француз, який зізнається, що він атеїст та вільнодумець; тоді як Дон Жуан де Моліни — іспанець, який зізнається у своїй католицькій вірі та вірує що покаяння та прощення гріхів — це можливості, які приведуть його до раю, але смерть приходить рано та заважає йому уникнути моральної відповідальності за розпусне життя; як в іспанській, так і у французькій версіях комедії Дон Жуан потрапляє до пекла.
Прем'єра відбулася 15 лютого 1665 року у театрі Пале-Рояль (Париж).
Протягом сюжету комедії «Дон Жуан, або Кам'яний гість» камердинер Сганарель — єдиний персонаж, який захищає релігію, але його забобонний католицизм є тематичною та інтелектуальною протилежністю вільнодумному зневажанню Дом Жуана релігією, соціальними та сексуальними нормами. На початку 1665 року, після п'ятнадцяти вистав оригінальної постановки «Дом Жуана», французька королівська влада призупинила вистави; тоді Мольєру довелося захищати п'єсу та себе від звинувачень у безрелігійності та політичній підривній діяльності. Те, що драматург Мольєр оспівував розпусне життя, позитивно зображуючи грабіжника, означає, що намір п'єси є неповагою до офіційної доктрини Церкви, а отже, підривом королівської влади короля Франції, який є абсолютним монархом. Наслідкова державна та церковна цензура юридично змусила Мольєра видалити із тексту соціально підривні сцени та нерелігійні діалоги, зокрема сцену з третього акту, де Сганарель та Дон Жуан зустрічають Жебрака в лісі.
У 1682 році прозове видання було цензуровано, а паперові смужки були наклеєні на образливий текст, для включення до восьмитомного видання п'єс Мольєра. Цензуроване віршоване видання «Свято П'єра» (1677) Тома Корнеля змінило стиль письма — і таким чином змінило намір п'єси — перебільшивши розпусність Дом Жуана, щоб перетворити комедію вдач Мольєра на повчальну історію про нещасливу долю нерелігійних людей.

## Історія створення
Після заборони в 1664 році п'єси «Тартюф» Мольєр кидає новий виклик суспільству та духовенству. Він бере популярний у Франції сюжет про севільського розпусника Дон Жуана і створює на його основі зухвалу за своїм часом комедію звичаїв.
Прем'єра відбулася 15 лютого 1665 року у паризькому театрі Пале-Рояль, але після п'ятнадцяти вистав Мольєр зняв п'єсу з репертуару, побоюючись нового скандалу. За життя Мольєра комедія більше не виконувалася на сцені і не публікувалася (перша публікація з цензурними вилученнями датується 1682 роком). Вже після припинення вистав у Парижі було видано пасквіль пана де Рошмона «Міркування щодо однієї комедії Мольєра під заголовком „Камінний бенкет“», де автор звинувачував Мольєра в безбожництві та ототожнив його з головним персонажем комедії.
У 1677 році з ініціативи вдови Мольєра, актриси Арманди Бежар, комедія була зіграна у віршованому перекладі Тома Корнеля. Ця редакція побутувала на сцені до 1847 року, коли оригінальний мольєрівський текст повернули на підмостки в паризькому театрі Комеді Франсез.

## Дійові особи
- Дон Жуан, син дон Луїса
- Ельвіра, дружина Дон Жуана
- Дон Карлос і Дон Алонзо, брати Ельвіри
- Дон Луїс, батько Дон Жуана
- Франциск, жебрак
- Шарлотта і Матюріна, селянки
- П'єро, селянин
- Статуя командора
- Гусман, конюх Ельвіри
- Сганарель, Лавіолет і Раготен, слуги Дон Жуана
- Діманш, купець
- Лараме, бродяга
- Привид

## Сюжет

### Дія перша
Дія починається в саду, де слуга Сганарель розмовляє з Гусманом, сквайром Донни Ельвіри. Гусман розповідає Сганарелю, що чоловік Ельвіри, Дон Жуан — безсоромний, цинічний безбожник. Гусман потім іде, а Дон Жуан приходить і сперечається зі Сганарелем щодо шлюбу та вірності. До Жуан вважає, що бути все життя вірним одній людині — це приректи себе на страждання. Він планує зустрітися з молодою селянкою, в яку нещодавно закохався. Входить Донна Ельвіра, вимагаючи пояснити його останній раптовий від'їзд.

### Дія друга
У сільській місцевості селянин П'єро розповідає своїй нареченій Шарлотті як він врятував Дона Жуана та Сганареля після того, як їхній човен перевернувся в озері. Потім П'єро виходить, і з'являються Дон Жуан зі Сганарелем. Дом Хуан каже Шарлотті, що закоханий у неї, і вмовляє одружитися з ним. Раптом П'єро повертається і перешкоджає залицянню. Потім з'являється жінка Матурін — ще одна, з якою Дон Жуан обіцяв одружитися. Дон Жуан хитрощами переконує кожну, що лишиться тільки з нею. Несподівано надходить звістка, що Дона Жуана шукають 12 вершників. Дон Жуан міняється зі Сганарелем одягом.

### Дія третя
Дом Жуан і Сганарель заблукали в лісі, де стикаються з жебраком, у якого запитують дорогу. Дону Жуану спадає на думку випробувати набожність жебрака: він пропонує золото в обмін на богохульство — жебрак відмовляється. Потім Дон Жуан бачить як на чоловіка нападають троє розбійників. Він виймає меча та йде його рятувати. Цей чоловік — Дон Карлос, брат Донни Ельвіри. Він пояснює Дону Жуану, що шукав зі своїм братом, Доном Алонзо, Дона Жуана з метою помститися за спокушання їхньої сестри. Зрозумівши, що він в небезпеці, Дон Жуан прикидається іншою людиною. Приходить Дон Алонзо та впізнає Дона Жуана, вимагаючи негайної помсти. Проте Дон Карлос переконує свого брата відкласти помсту, бо все-таки вдячний Дону Жуану за порятунок. Брати погоджуються поки що пощадити його та йдуть. Продовжуючи свій шлях крізь ліс, Дон Жуан і Сганарель опиняються біля могили Командора, чоловіка, якого нещодавно вбив Дон Жуан. Він наказує Сганарелю запросити статую Командора на обід. Раптом кам'яна статуя киває головою на знак згоди.

### Дія четверта
Вдома Дон Жуан збирається повечеряти, але йому заважає низка непроханих гостей. Перший — кредитор месьє Діманш. Потім приходить Сганарель, аби вивести Діманша геть. З'являється батько Дона Жуана, Дон Луї. Він лає сина за його аморальну поведінку. Донна Ельвіра застерігає чоловіка, що його покарає Бог, якщо він не покається. Та Дон Жуан не слухається її. Нарешті він сідає вечеряти зі Сганарелем, коли з'являється статуя Командора. Вона запрошує Дона Жуана повечеряти разом наступного дня.

### Дія п'ята
Дон Жан каже своєму батькові, що подумав над словами дружини та розкаявся. Радісний Дон Луї йде, проте Сганералю Дон Жуан пояснює, що збрехав — він і надалі вестиме розпусне життя. Прибуває Дон Карлос аби помститися за сестру. З'являється привид таємничої жінки, кажучи, що це остання нагода покаятися. Дон Хуан, махаючи мечем, відмовляється. Входить статуя Командора і просить Дона Жуана подати йому руку. Коли Дон Жуан робить це, Командор проголошує: «Розплата за гріх — смерть», Дон Жан кричить від болю. Лунає грім, спалахує блискавка і Дон Жуан провалюється в палаючу безодню. Сганарель промовляє, що це прийшла розплата за всіх, кого скривдив його пан.

## Переклад
1958 року вийшла українською книга «Комедії» Мольєра, більша частина перекладів якої були зроблені Іриною Стешенко: «Кумедні манірниці». «Дон Жуан, або Кам'яний гість», «Лікар мимоволі», «Міщанин-шляхтич», «Витівки Скапена», «Хворий та й годі».

## Історія постановок

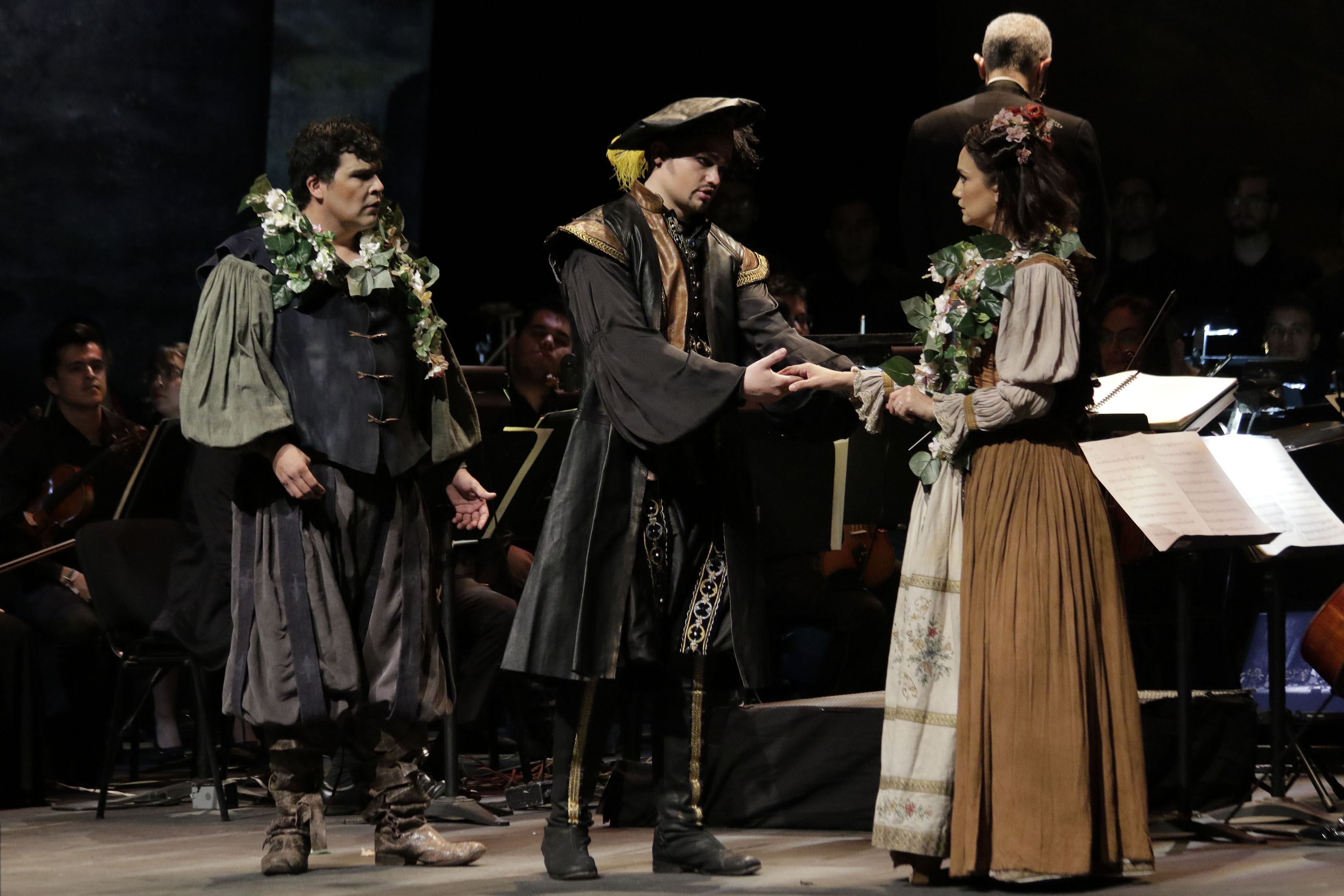
Театр «Сьюдад», Мексика, 2019

Прем'єра відбулася 15 лютого 1665 року у театрі Пале-Рояль за участі Лагранжа у ролі Дон Жуана; Мольєра, який втілив роль Сганареля; пані Дюпарк у ролі Ельвіри; Луї Бежара (Дон Луїс), Дю-Круазье (Дон Алонзо і П'єро), пані Дебрі (Матюріна), пані Мольєр (Шарлотта), Дебрі (Лараме) і інших.
Першою російською постановкою французькою мовою стала робота в одному з імператорських театрів («Дерев'яний театр», колишній Театр Карла Кніпера) у 1795 році. Роль Дон Жуана втілювали Іван Сосницький, Маріус Петіпа та Юрій Юр'єв (Александрінський театр, 1816, 1880 та 1910 роки відповідно), Олександр Ленський (московський Малий театр, 1876).
Виставу ставив «Новий театр» у Харкові (1877), Театр «Соловцов» у Києві (1912; реж. та Дон Жуан — Микола Радін).
З вистави «Дон Жуан», прем'єра якої відбулася 22 листопада 1997 року, почався режисерський період Станіслава Мойсеєва у Київському академічному Молодому театрі. З цієї вистави набули своєї відомості та популярності виконавці головних ролей: Станіслав Боклан (Дон Жуан) та Олексій Вертинський (Сганерель). Вистава йшла у перекладі Ірини Стешенко. Художником-постановником виступив Сергій Маслобойщиков, музику написав Юрій Шевченко.